# Citizen Holdings
Công ty cổ phần Citizen (シチズンホールディングス株式会社 Shichizun Hōrudingusu Kabushiki-gaisha?) là một công ty Nhật Bản có trụ sở chính ở Tokyo, Nhật Bản. Citizen nổi tiếng với các sản phẩm laser chính xác hiệu Cincom và các thương hiệu đồng hồ Citizen. Được thành lập năm 1918 với tên Học viện nghiên cứu đồng hồ Shokosha, ngày nay Citizen là một trong các hãng sản xuất đồng hồ lớn nhất thế giới.
Tên thương mại có nguồn gốc từ một loại đồng hồ đeo tay được bán vào năm 1924. 